# Suyat

Escritura Kulitán, escritura abugida.

Ejemplo de escritura Hanunó'o.

Escritura buhida.

Escritura tagbanwa.

Suyat es el nombre colectivo moderno para referirse a los sistemas de escritura de los diferentes grupos etnolingüísticos filipinos antes de la colonización española en el siglo XVI, aunque algunas fueron creadas posteriormente. Aunque entre ellas son muy diferentes, el término se ha usado por organizaciones culturales filipinas para denotar una terminología neutral y unificada para las escrituras indígenas. La escritura probablemente llegó a Filipinas entre los siglos I y IX cuando se produjo la indianización del sudeste asiático. Por ello, muchas de estas escrituras se inspiran en las Brahmi como el alfabeto Devanagari.
Actualmente el uso de las Suyat es marginal y todas han sido sustituidas por el alfabeto latino.
Entre las escrituras Suyat se incluyen:
- Escritura kulitán: antiguamente usada por el pueblo Kapampangan, para escribir en su lengua el pampago.
- Escritura badlit: de varias lenguas bisayas.
- Escritura eskayana: Esta escritura se diseñó en los años 20 del siglo pasado para la lengua eskayana del pueblo Eskaya.
- Escritura baybayin: usada extensamente por los tagalos antes de la llegada de los españoles. Deriva de la escritura Kawi, originaria de Java pero también usada en la Filipinas precolonial. La inscripción de Laguna es el documento escrito más antiguo de Filipinas y está en Kawi.
- Escritura buhida: usada por el pueblo Mangyan.
- Escritura hanunó'o: para los Mangyan de Mindoro.
- Escritura tagbanwa: también apurahuano.
- Escritura palawana: usado en la región palawana.
- Escritura kuritan: del Idioma ilocano

... y muchos otros sistemas de escritura indígenas filipinos.
En 1999, cuatro escrituras suyat fueron inscritas en el Programa Memoria del Mundo de la UNESCO, bajo el nombre de Documentos paleográficos filipinos (hanunoo, buid, tagbanua y pala’wan) por ser las cuatro únicas suyat que todavía usan ciertas comunidades de Filipinas en su día a día. Además, la UNESCO reconoció otras trece escrituras suyat que han existido en el archipiélago desde el siglo X. También se citó a la poesía ambahan, escrita en  hanunuo:

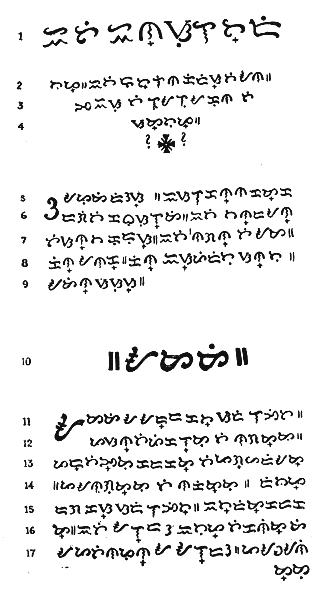
El padre nuestro en ilocano escrito en baybayin (1621).

La comunicación mediante símbolos y grafismos creativos es uno de los logros singulares del ser humano. Los silabarios, como éstos creados en Filipinas, dan un paso más, representando no meros signos gráficos sino sonidos articulados. Cuatro de tales silabarios, de un total documentado de diecisiete, que se remontan por lo menos al siglo X, han sobrevivido al tiempo y siguen estando en uso, especialmente el silabario en hanunoo mangyan, empleado en poesía -ambahan- y en cantos.
Memoria del Mundo, UNESCO

## Sistema de escritura nacional
El National Script Act («Acto sobre la escritura nacional») de 2011 exigió la protección y promoción del Baybayin como el sistema de escritura nacional de las Filipinas. Entre sus estrategias,  se quiso promover su uso en todos productos alimenticios y otros producidos localmente. Pero debido a un reducido apoyo político, el acto no se hizo ley. En 2016 se replanteó pero volvió a fracasar

El proyecto de ley declara que existe la necesidad de promover, proteger y conservar el Baybayin como el Sistema de Escritura Nacional de Filipinas, usándolo como una herramienta para el desarrollo cultural y económico y para crear conciencia, respeto y orgullo por el legado de los filipinos. Historia cultural, patrimonio e identidad auténtica del país.
Oficina de Prensa y Asuntos Públicos, Casa de los representantes